# Neopilio inferi
Espèce
Neopilio inferi est une espèce d'opilions eupnois de la famille des Neopilionidae.

## Répartition
Cette espèce est endémique du Cap-Occidental en Afrique du Sud. Elle se rencontre dans les environs de Gamkaskloof.

## Description
Le mâle holotype mesure 3,2 mm.

## Systématique et taxinomie
Cette espèce a été décrite en 2011 par l'arachnologue sud-africain Leon N. Lotz (d).

## Publication originale
- (en) Leon N. Lotz, « Three new harvestmen species from southern Africa (Arachnida: Opiliones: Caddidae, Neopilionidae, Assamiidae) », Journal of Afrotropical Zoology, Belgique, vol. 7,‎ 20 avril 2011, p. 3-8 (ISSN 1781-1104).